# Just Cola
Just cola is een Litouws colamerk dat sinds september 2001  wordt geproduceerd en gedistribueerd door JSC "Selita" ir Ko'.
In mei 2003 werden twee nieuwe varianten toegevoegd: Just cherry cola (kers (fruit)ensmaak) en Just vanilla cola (vanillesmaak). In juni 2004 volgden Just orange cola (sinassmaak) en Just energy cola, en in 2005 Just lemon cola (citroensmaak) en Just cola light.
Just Cola bevat een combinatie van zowel glucose-frustosestroop als aspartaam, waardoor het minder calorieën bevat dan reguliere cola. Het is verkrijgbaar in petflessen van 0,5 en 2 liter.
Het bedrijf Selita exporteert zijn producten ook naar Letland, Estland, Engeland, Ierland, Duitsland en de Verenigde Staten.